# Les Âmes de papier
Pour plus de détails, voir Fiche technique et Distribution.
Les Âmes de papier est une comédie fantastique franco-belgo-luxembourgeoise réalisée par Vincent Lannoo et sortie en 2013.

## Synopsis
Écrivain déçu depuis le décès de son épouse, Paul s'est spécialisé dans l'écriture d'oraisons funèbres. Emma, veuve d'un journaliste reporter de guerre qui a « sauté » sur une bombe, lui en commande une pour le premier anniversaire de la mort de son mari, parce qu'elle souhaite que leur petit garçon, Adam, entende parler de son père. Paul, séduit par cette femme, accepte et écrit l'oraison funèbre. Une amitié naît entre les deux personnages. Paul accepte notamment de venir pour l'anniversaire d'Adam. La relation d'amitié devient une relation amoureuse jusqu'au jour où Nathan, le père présumé mort, revient...

## Fiche technique
- Titre : Les Âmes de papier
- Réalisation : Vincent Lannoo
- Scénario : François Uzan
- Musique : Gast Waltzing
- Photographie : Vincent Van Gelder
- Montage : Frédérique Broos
- Producteur : Patrick Quinet, Claude Waringo et Serge Zeitoun
  - Coproducteur : Philip Boëffard et Christophe Rossignon et Arlette Zylberberg
  - Producteur exécutif : Stéphane Quinet
- Production : Liaison Cinématographique
  - Coproduction : Artémis Productions et Samsa Film
  - SOFICA : Cofinova 9
- Distribution : Rezo Films
- Pays :  France,  Belgique,  Luxembourg
- Durée : 90 minutes
- Genre : comédie fantastique
- Dates de sortie :
  -  France : 25 décembre 2013
  -  Belgique : 26 décembre 2013

## Distribution
- Stéphane Guillon : Paul
- Julie Gayet : Emma
- Jonathan Zaccaï : Nathan
- Pierre Richard : Victor
- Jules Rotenberg : Adam
- Claudine Baschet : Hortense
- François Legrand : Chauffeur de taxi
- Marie-Jeanne Maldague : Mme Thomassin
- Marc Olinger : Client Paul
- Alain Azerot : Ousmane Diarra
- Caty Baccega : La serveuse
- Frédéric Frenay : Charles
- Jean Ehret : Le prêtre
- Marc Dirian : Musicien Pont des Arts
- Cosima Bevernaege: Jeune Femme Pont des Arts
- Samir Zrouki : Jeune Homme Pont des Arts
- Gast Waltzing : Musicien enterrement
- Netty Glesener : Musicien enterrement
- Putti Fischer : Musicien enterrement
- Guillaume Lebowski : Musicien enterrement
- Vincent Lannoo : Le Père Noël
- Madyson Chretien : La petite fille